# 台灣協會學校
台灣協會學校（日語：たいわんきょうかいがっこう）是一所自1900年到1904年由台灣協會為了培養開拓殖民地台灣的人才而創辦的高等教育學校。拓殖大學的前身。

## 概要（開校當時）
- 入學資格：中學（舊制中等教育學校）畢業程度
- 修學年度：3年
- 學生定員：300人

## 主要教員
- 校長：桂太郎（台灣協會創辦人）
- 學監：松崎藏之助

## 學校沿革
- 1900年（明治33年） 6月　認可設立「台灣協會學校」
- 1900年（明治33年） 9月　授業開始。借用「和仏法律學校」（法政大學的前身）校舍
- 1901年（明治34年） 5月　松崎藏之助氏著任學監
- 1901年（明治34年） 8月　移校到借用的「専修學校」校舍
- 1901年（明治34年）11月　校舍定置於小石川區茗荷谷町（現拓殖大學文京校區）
- 1904年（明治37年） 4月　依専門學校令校名改為「台灣協會専門學校」
- 1912年（明治45年）4月 學校收到明治天皇給的恩賜金。
- 1918年（大正7年） 校名改為「拓殖大學」